# Grigorij Alexandrovič Mačtet
Grigorij Alexandrovič Mačtet (15. září 1852 Luck – 27. srpna 1901 Jalta) byl ruský spisovatel, revoluční nacionalista, básník a novinář.        

## Životopis
Rodina Mačtetů pocházela z Anglie. Zakladatel rodu Manstead narukoval do armády Karla XII. a v bitvě u Poltavy sloužil jako dělostřelec. Byl zraněn, zajat a zůstal v Malorusku.
G. A. Mačtet se narodil v Lucku ve Volyňské gubernii v rodině okresního soudce. V roce 1865 byl vyloučen ze 4. třídy nemirovského gymnázia za sympatizování s účastníky polského povstání v roce 1863. Téhož roku zemřel jeho otec. V letech 1866–1868 studoval na kameneckopodolském gymnáziu, odkud byl rovněž vyloučen za politickou neloajalitu. V roce 1870 mu bylo umožněno složit zkoušku na učitele dějepisu a zeměpisu okresních škol. Dva roky učil na školách v Mogilevu a Kamenci Podolském. Od roku 1871 se účastnil revolučního hnutí Narodniků.
V roce 1872 odjel do USA s cílem organizovat tam zemědělské komuny; podílel se na činnosti komuny Cedar Valley, kterou založil W. Frey. Pracoval jako dělník. Pokusy založit komunu byly neúspěšné, Mačtet se vrátil do Ruska r. 1875 a usadil se v Petrohradě. V roce 1876 byl zatčen, rok strávil na samotce v Petropavlovské pevnosti. V letech 1877–1884 byl ve vyhnanství v Šenkursku v Archangelské gubernii, poté na Sibiři. V Išimu se v roce 1880 oženil s politickou emigrantkou Jelenou Petrovnou Medveděvovou, narodnicí, účastnicí nechvalně známého Procesu padesáti (Процесс пятидесяти). Jejich syn Taras Mačtet (1891–1938) se stal básníkem, členem literární skupiny Luministů.
Po návratu žil Grigorij Mačtet ve Tveru a v Žitomiru. V letech 1891–1895 žil v Zarajsku; dům, kde bydlel, se zachoval (stal se architektonickou památkou z první poloviny 19. století). V roce 1900 dostal povolení přestěhovat se do Petrohradu.

### Tvorba
Mačtet začal psát v USA. V roce 1873 publikoval básně v novinách "Свобода", které vydávali ruští emigranti v San Francisku. Po příjezdu do Ruska publikoval v novinách a časopisech skeče ze severoamerického života ("Прерии и пионеры", "В американской школе", "С эмигрантами. Из Европы в Америку", "Перед американским судом", "Община Фрея" a další), cestopisné dojmy z cesty do Německa a další, které tvořily cyklus "Путевые картинки" (sbírka "По белу свету", 1889).
V roce 1876 byla v Londýně v novinách "Forward" anonymně umístěna jeho báseň "Последнее прости", věnovaná studentu P. F. Černyševovi, který zemřel ve vězení na tuberkulózu, účastníkovi "хождения в народ"; pod názvem "Замучен тяжёлой неволей" se stala populární revoluční písní.
Ve vyhnanství vytvořil cyklus "Рассказы из сибирской жизни" (publikovaných v časopisech "Наблюдателе", "Отечественных записках"), v povídkách "Мирское дело", "Мы победили", "Вторая правда" a dalších ukazuje nesvobodu vesnice a zvůli carské správy. Odráží se v nich narodnikovská idealizace rolnické obce a zároveň je v nich jasně vyjádřena nenávist lidu k utlačovatelům.
Po svém vyhnanství vydal Mačtet román "И один в поле воин" (1886) ze života nevolnické vesnice na západní Ukrajině a povídku "Блудный сын" (1887) o vztahu inteligence k lidu. Povídka "Человек с планом" (1886) ukazuje, jak se na ruské půdě objevili podnikatelé a žrouti peněz. Nálady revoluční inteligence zachycuje román "На заре" (1892–1893), povídky "Первый гонорар" (1890), "Первый урок" (1894) a další.
V Žitomiru (1896–1900) Mačtet otiskoval v novinách "Волынь" eseje, fejetony, povídky; jeho dílo se vyznačuje publicistickou vyhroceností, humanismem, prvky melodramatičnosti.

### Památka
Dne 3. prosince 1961 byla na domě v Zarajsku instalována mramorová pamětní deska s nápisem: "В этом доме в 1891—1895 гг. жил и работал писатель Григорий Александрович Мачтет»".

### Zajímavý fakt
Píseň "Замучен тяжёлой неволей" je zařazena do Smyčcového kvartetu č. 8 Dmitrije Šostakoviče.

## Dílo

### V ruštině
- Повести и рассказы. — Москва: К. Ф. Одарченко и К°, 1887
- Полное собрание сочинений, СПб, книгоиздательское товарищество Просвещение, 1895
- Полное собрание сочинений, т. 1–12, Киев, 1902
- Полное собрание сочинений, т. 1–10, СПб, 1911—1913
- Избранное, Москва, 1958
- Новый доктор и др. рассказы, Москва, 1960.

### V angličtině
- "A Man with a Plan" (1886)
- At Dawn (1886)
- One Warrior In The Field (1886)
- "The Prodigal Son" (1887)
- At Dawn (1893)

### V češtině
- Dvě sibířské povídky – přeložil Jaroslav Janeček. Praha: J. V. Janeček, 1893
- Druhá spravedlnost – př. Jaroslav Janeček; úvod František Sekanina; in 1000 nejkrásnějších novel... č. 70. Praha: J. R. Vilímek, 1914
- Pomsta moře: povídka ze Skandinavie – př. D. Jam. Praha: A. Turinská, 1920